# Longipedia scotti
Longipedia scotti is een eenoogkreeftjessoort uit de familie van de Longipediidae. De wetenschappelijke naam van de soort werd in 1903 voor het eerst geldig gepubliceerd door Georg Ossian Sars.